# Şile (distrikt)
Şile är en kommun och ett distrikt i Istanbulprovinsen i Turkiet. Dess yta är 800 km2, och dess befolkning är 43 464 (2022). Gränsar till Şile ligger provinsen Kocaeli (distrikten Gebze, Körfez, Derince, Kandıra) i öster och söder, och Istanbuldistrikten Pendik i söder, Çekmeköy i sydväst och Beykoz i väster. Den populära semesterorten Ağva är också en del av Şile. Mellan juni och september ökar dock befolkningen snabbt på grund av de många invånare i Istanbul som har sommarhus i Şile.

## Historia
Ordet şile betyder mejram på turkiska. Ordets etymologi sägs vara grekisk. Det har funnits en fiskeby här sedan 700 f.Kr. och en fyr sedan den osmanska perioden. Enligt den osmanska folkräkningen 1881/82-1893 hade kazan i Şile en total befolkning på 16 770, bestående av 10 314 muslimer, 6 447 greker, 3 armenier och 6 utländska medborgare. Şiles gränser utvidgades genom tillägget av byn Esenceli från Beykoz-distriktet 1989.

## Statsdelar
Det finns 62 stadsdelar i Şile-distriktet:

- Ağaçdere
- Ağva Merkez
- Ahmetli
- Akçakese
- Alacalı
- Avcıkoru
- Balibey
- Bıçkıdere
- Bozgoca
- Bucaklı
- Çataklı
- Çavuş
- Çayırbaşı
- Çelebi
- Çengilli
- Darlık
- Değirmençayırı
- Doğancılı
- Erenler
- Esenceli
- Geredeli
- Göçe
- Gökmaşlı
- Göksu
- Hacı Kasım
- Hacıllı
- Hasanlı
- İmrendere
- İmrenli
- İsaköy
- Kabakoz
- Kadıköy
- Kalem
- Karabeyli
- Karacaköy
- Karakiraz
- Karamandere
- Kervansaray
- Kızılca
- Kömürlük
- Korucu
- Kumbaba
- Kurfallı
- Kurna
- Meşrutiyet
- Oruçoğlu
- Osmanköy
- Ovacık
- Sahilköy
- Satmazlı
- Sofular
- Soğullu
- Sortullu
- Şuayipli
- Teke
- Ulupelit
- Üvezli
- Yaka
- Yaylalı
- Yazımanayır
- Yeniköy
- Yeşilvadi

## Transport
Şile är en del av Istanbuls kollektivtrafiksystem (IETT). Det finns en buss från Harem via Üsküdar (som ligger på den anatoliska sidan av Istanbul) till Şile (IETT-linjerna 139 och 139A).

## Klimat
Şiles klimat är fuktigt subtropiskt enligt Köppen och Trewarthas klimatklassificering, även om staden fram till nyligen låg i den oceaniska zonen. Şiles klimat kännetecknas av hög luftfuktighet. Det ligger i växthärdighetszon 8b och AHS-värmezon 2.